# Yuri Shulman

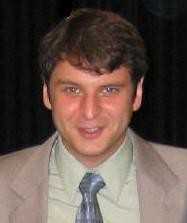
Yuri Shulman

Yuri Markavitsj Shulman (Wit-Russisch: Юрый Маркавіч Шульман) (Minsk, 29 april 1975) is een Wit-Russisch-Amerikaanse schaker. Hij is, sinds 1995, een grootmeester (GM). In 1994 was hij kampioen van Wit-Rusland, in 2008 van de VS.

## Schaakcarrière
Yuri Shulman groeide op in Wit-Rusland. Zijn vader, Mark Shulman, is een internationaal grootmeester in de damsport. Shulman kreeg vanaf zijn zesde schaakles van Internationaal Arbiter Tamara Golovey. Toen hij 12 jaar was ging hij over naar Internationaal Meester (IM) Albert Kapengut, en later naar GM Boris Gelfand. In 1994 werd hij kampioen van Wit-Rusland en werd hij (t/m 1998) lid van het Wit-Russische team voor de Schaakolympiade. In 1995 won hij het Europees kampioenschap voor junioren in Chợ Lớn (Vietnam) en verwierf hij de titel 'grootmeester'. In 1998 werd hij gedeeld kampioen van Wit-Rusland. In 1999 verhuisde hij naar de VS om te gaan studeren aan de in Richardson gevestigde University of Texas at Dallas.
Shulman studeerde aan de State Academy of Sports, Wit-Rusland, en haalde vervolgens aan de University of Texas at Dallas een bachelor-graad in Computer Science en een MBA met als specialisatie Financiële Wetenschappen.
Sinds zijn verhuizing naar de VS behoort Shulman aldaar tot de topschakers. In 2000 werd hij gedeeld eerste op het U.S. National Open, kampioen van Texas, en winnaar van het Koltanowski Memorial. In juli 2001 werd hij met 7 pt. uit 9 gedeeld eerste op het World Open; na de tie-break werd Alexander Goldin de winnaar. In 2001 behoorde hij tot de 100 beste spelers op de wereldranglijst. In 2002 was hij gedeeld eerste bij het American Open. Hij had zich gekwalificeerd voor het FIDE wereldkampioenschap in 2004 in Tripoli (Libië), maar hij maakte deel uit van de groep schakers die dit toernooi boycotte. In 2004 was hij gedeeld derde bij het kampioenschap van de VS. In 2005 was hij kampioen van Illinois en gedeeld winnaar van het Millennium-Chess-Festival, waardoor hij zich kwalificeerde voor de Wereldbeker Schaken in 2005 in Chanty-Mansiejsk. Bij deze Wereldbeker kwam hij via het verslaan van Vadim Zvjaginsev en Aleksandr Chalifman bij de laatste 16, en verloor toen van Aleksandr Grisjtsjoek. Ook in 2007, 2009 en 2011 nam hij deel aan de Wereldbeker Schaken. In 2006 was hij tweede bij het kampioenschap van de VS, winnaar van het 107e U.S. Open Chess Championship in Chicago en gedeeld eerste bij het toernooi van de Universiteit van Texas. In 2007 werd hij gedeeld eerste bij het open toernooi van Chicago, dat in de tiebreak werd gewonnen door Vadim Milov. In 2007 werd hij gedeeld derde bij het kampioenschap van de VS in Stillwater (Oklahoma), waarmee hij zich kwalificeerde voor het Wereldkampioenschap schaken 2007. Op 21 mei 2008 won Shulman het kampioenschap van de VS. Op 25 mei 2010, werd hij gedeeld eerste in het kampioenschap van de VS in St. Louis, in de rapid tie-break (snelschaak) won GM Gata Kamsky, die daarmee kampioen van de VS werd. Hij speelde in de toenmalige U.S. Chess League, voor de St. Louis Archbishops, waar ook Hikaru Nakamura speelde.
Hij was trainer van het damesteam van de VS toen zij in Turijn een vierde plaats behaalden bij de Schaakolympiade van 2006.

## Yury Shulman International Chess School
Yury Shulman en Rishi Sethi zijn de oprichters van de Yury Shulman International Chess School. Ze gebruiken schaken als middel voor filantropische acties. In 2006 and 2007 werden onder meer scholen in Chicago door hen gesteund. Shulman geeft momenteel schaakles op scholen in Barrington (Illinois) en bij hem thuis. In mei 2007 richtte het tweetal de nutsorganisatie GM Shulman Chess without Borders op.

## Nationale teams
Shulman speelde met Wit-Rusland in drie Schaakolympiades: 1994, 1996 en 1998. Met de VS speelde hij in de Schaakolympiades van 2008 en 2010. Zijn beste teamresultaat was de derde plaats in 2008 in Dresden. Met Wit-Rusland speelde hij in 1997 in het Europees kampioenschap schaken voor landenteams. In 2010 en 2011 speelde hij met het team van de VS in het Wereldkampioenschap schaken voor landenteams; het team werd 2e in 2010.

## Schaakverenigingen
Shulman won de Zweedse bondscompetitie in seizoen 1998/99 met Sollentuna SK. In de Tsjechische competitie speelde hij van 1997 tot 2000 für TJ Nová Huť Ostrava. In de United States Chess League speelde hij in 2010 voor de St. Louis Arch Bishops en in 2011 voor Chicago Blaze.

## Persoonlijk leven
Hij is getrouwd met de Lets/Amerikaanse schaakster, Internationaal Meester bij de vrouwen (WIM) Viktorija Ni. Ze hebben een zoon.